# 小港街道 (宁波市)
小港街道，是中国浙江省宁波市北仑区的一个街道办事处，辖区面积63.9平方公里:41。

## 历史
后梁开平三年（909年）设立崇邱乡，属定海县（镇海县），1930年改为崇邱区，1935年设立小港镇，1947年10月称江南乡、镇南乡、浃水乡，1950年6月设小港镇、青峙乡、长山乡、江南乡、衙前乡、谢墅乡、枫林乡、下邵乡、江桥乡，1956年2月衙前乡、谢墅乡并入江南乡，小港镇、青峙乡、长山乡合并为小港乡，江桥乡、枫林乡、下邵乡合并为镇南乡，1958年10月改为长山人民公社小港管理区、青峙管理区、长山管理区、江南管理区、衙前管理区、谢墅管理区、枫林管理区、下邵管理区、江桥管理区，1959年5月青峙管理区并入小港管理区，7月小港管理区改为小港镇管理委员会，12月衙前管理区并入江南管理区，1961年4月改为小港公社、江南公社、枫林公社、下邵公社，1962年鄞县五乡公社钟家桥村划归下邵公社，1970年枫林公社、下邵公社合并为下邵公社，1981年11月下邵公社重新分为枫林公社、下邵公社，1983年11月改为小港乡、江南乡、枫林乡、下邵乡，1984年1月小港乡划出青峙村、沙头村、蒋家村、李隘村、林唐村、一村、棉花村、盐场村设立青峙乡，10月江南乡红联村划入镇海县城关镇，1985年4月青峙乡并入小港乡，6月小港乡改为小港镇，12月城关镇红联村划入小港镇，1992年5月江南乡、枫林乡、下邵乡并入小港镇，2003年8月撤镇设立小港街道，2006年11月划出青峙、林唐、李隘、沙头、蒋家5个村及蔚斗、东升、渡头3个社区设立戚家山街道:12-13、49:8-9、41。

## 行政区划
小港街道下辖以下地区：
红联社区、陈山社区、竺山社区、高河塘社区、山下社区、枫林社区、青墩社区、长山社区、小浃江社区、田洋乐社区、红联村、前进村、衙前村、孔墅村、山下村、朱田村、新建村、新棉村、新模村、新政村、新权村、大石门村、建设村、堰山村、剡岙村、顾家桥村、下倪桥村、东岗碶村、鲍家洋村、姚张村、湖芳村、合兴村、下邵村、姚墅村、五盟村、下周隘村、江桥头村、桥头严村、渡头董村、丁家山村、钟家桥村

## 交通
甬江隧道连接小港街道和镇海区。江南公路、通途路经过小港街道通往宁波市区。泰山路从小港街道出发进入北仑城区和北仑港。宁波绕城高速公路经过小港街道，设小港出口，连接江南公路。